# Platyarthrus sorrentinus
Platyarthrus sorrentinus là một loài chân đều trong họ Platyarthridae. Loài này được Verhoeff miêu tả khoa học năm 1931.